# Silvana Lazzarino
Silvana Lazzarino (Roma, 19 maggio 1933) è un'ex tennista italiana.
Fu semifinalista agli Internazionali di Francia 1954 e due volte semifinalista agli Internazionali d'Italia (1954 e 1957). Al Foro Italico si è classificata altre quattro volte nelle prime otto, nel singolare ed è giunta cinque volte in finale nel doppio, in coppia con Lea Pericoli. È stata undici volte campionessa d'Italia (7 volte nel singolare, due nel doppio con Lea Pericoli e due nel doppio misto con Giorgio Fachini e Orlando Sirola). Lazzarino ha giocato otto incontri in Fed Cup dal 1963, vincendone 5, di cui 1 (perso) in singolare e 7 in doppio con due sole sconfitte.

## Biografia
Silvana Lazzarino nasce a Roma e si avvicina allo sport nella Società Ginnastica Roma, di Via del Muro Torto, dove il padre è istruttore. Inizia a giocare a tennis tirando contro le Mura aureliane; si iscrive poi al Tennis Club Parioli.

### Carriera
Già rivelatasi nell'attività giovanile nei campionati di terza categoria del 1947, vince i campionati di seconda nel 1951 e quattro titoli assoluti juniores consecutivi dal 1948 al 1951. Nel 1951 è finalista al torneo juniores di Wimbledon. Nel 1952 è campionessa d'Italia assoluta nel singolare e nel misto, con Giorgio Fachini.

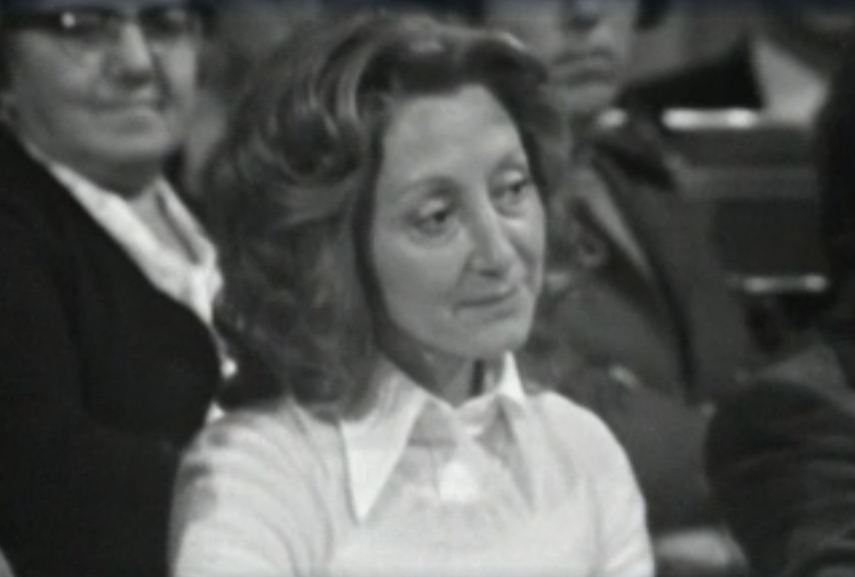
Silvana Lazzarino ospite di Canzonissima 1972

L'anno dopo raggiunge i quarti di finale agli Internazionali d'Italia. A Parigi, agli Internazionali di Francia è testa di serie n. 14 e si conferma tra le prime sedici, raggiungendo gli ottavi di finale. Nel doppio, in coppia con Nicla Migliori, è testa di serie n. 4 e raggiunge le semifinali. Nel misto, con Marcello Del Bello si ferma al secondo turno. A fine anno, è campionessa d'Italia nel singolare.
Il 1954 è, forse, il suo anno migliore. A soli ventuno anni, vince il Torneo di Monte Carlo, battendo la francese Jacqueline Kermina. Raggiunge le semifinali nel singolare agli Internazionali d'Italia ed è ammessa come testa di serie n. 4 agli Internazionali di Francia. È semifinalista anche a Parigi arrendendosi soltanto alla fuoriclasse americana Maureen Connolly, imbattuta da sette tornei slam e prima donna a conquistare il Grande Slam, l'anno precedente. La Connolly vincerà anche quel torneo. Con questa impresa Lazzarino è una delle poche tenniste italiane ad aver raggiunto una semifinale in un torneo del Grande Slam, dopo Maud Rosenbaum (U.S. National Championships 1930) e Annalisa Bossi (Internazionali di Francia 1949). Francesca Schiavone, nel 2010, riuscì a eguagliare e poi migliorare tale impresa solo dopo cinquantasei anni, vincendo il torneo di Parigi; Flavia Pennetta e Roberta Vinci ripeteranno l'impresa agli US Open 2014. Nello stesso 1954, nel doppio, Lazzarino si ferma al primo turno, in coppia con Nicla Migliori. Nel misto, con Mario Belardinelli, al terzo. Il doppio Lazzarino-Migliori si rifà sull'erba di Wimbledon, entrando tra le prime otto.
Lazzarino è campionessa d'Italia, nel singolare, sia nel 1954 che nel 1956. Nel 1957 raggiunge nuovamente le semifinali agli Internazionali d'Italia. È testa di serie n. 7 agli Internazionali di Francia ma si ferma al secondo turno; nel doppio, raggiunge la semifinale con Annelies Ullstein Bellani. Si conferma campionessa d'Italia nel singolare.
L'anno dopo entra tra le prime otto agli Internazionali d'Italia. È testa di serie n. 11 agli Internazionali di Francia e si ferma al secondo turno. A Parigi, debutta il doppio Pericoli-Lazzarino che raggiunge i quarti di finale.
Nel 1959, Lazzarino raggiunge i quarti di finale agli Internazionali d'Italia. È testa di serie n. 14 agli Internazionali di Francia e perde dalla brasiliana Maria Bueno, dopo essere entrata tra le prime sedici. Nel doppio, raggiunge il terzo turno con Lucia Bassi. È campionessa d'Italia nel singolare e nel misto, con Orlando Sirola.
Nel 1960, raggiunge ancora una volta i quarti di finale agli Internazionali d'Italia, risultando tra le prime otto, in questo torneo, per la sesta volta in sette anni. È testa di serie n. 11, agli Internazionali di Francia e si conferma tra le prime sedici giocatrici del mondo, sulla terra battuta, raggiungendo gli ottavi di finale, quando, in vantaggio 5-4 al terzo set, si ritira contro Doris Hart, che poi vince il torneo. Nel doppio, raggiunge i quarti di finale con Lucia Bassi. Al torneo di Wimbledon, raggiunge i quarti di finale nel doppio femminile, in coppia con Lea Pericoli, che diviene la sua partner abituale. È campionessa d'Italia nel singolare e, con Lea Pericoli, anche di doppio.
Lazzarino non gioca a Roma, nel 1961. A Parigi perde al terzo turno contro Ann Haydon-Jones che poi vince il torneo. Raggiunge il terzo turno anche nel doppio, in coppia con Lucia Bassi. A Wimbledon, raggiunge il terzo turno nel doppio, in coppia con Lea Pericoli.
L'anno dopo, partecipa agli Internazionali d'Italia e raggiunge la sua prima finale nel doppio, con Lea Pericoli; le due italiane sono sconfitte da Maria Bueno e Darlene Hard. A Parigi, la Lazzarino si ferma ai sedicesimi di finale;  nel doppio, con la Pericoli (sono testa di serie n. 4), raggiunge i quarti di finale. A Wimbledon, si ferma al terzo turno, nel doppio, sempre con la Pericoli. In ottobre si laurea campionessa italiana, agli “assoluti”, nel doppio (sesto titolo), con la Pericoli.
Agli Internazionali d'Italia del 1963, Silvana Lazzarino disputa un'altra finale nel doppio femminile, in coppia con Lea Pericoli (nuova sconfitta contro Margaret Smith Court e Robyn Ebbern). A Parigi, nel singolare, è testa di serie n. 16 agli Internazionali di Francia e raggiunge il secondo turno, sempre in coppia con Lea Pericoli.
Nel marzo del 1964, il doppio Pericoli-Lazzarino vince il Torneo di Monte Carlo e poi disputa ancora una sfortunata finale, agli Internazionali d'Italia, contro due fuoriclasse come Margaret Court e Lesley Turner. Al Roland Garros, si ferma ai sedicesimi di finale, ancora contro Margaret Court che poi vince il torneo. Il doppio Pericoli-Lazzarino cede soltanto in semifinale, ma anche in questo caso contro le future vincitrici Margaret Court e Lesley Turner.
Nuova vittoria al Torneo di Monte Carlo del 1965, invece, per il doppio Pericoli-Lazzarino e quarta finale persa consecutiva, agli Internazionali d'Italia, da parte delle sudafricane Schacht-Van Zyl ma, stavolta, soltanto 12-10 al terzo set. A Wimbledon, nel doppio, Pericoli-Lazzarino sono eliminate al secondo turno.
Nell'aprile del 1966, il doppio Pericoli-Lazzarino vince per la terza volta consecutiva il Torneo di Monte Carlo. A Wimbledon, sono sconfitte al primo turno. Si rifanno vincendo i Campionati assoluti.
A Monte Carlo, nel 1967, dopo tre finali vinte consecutivamente, il doppio Pericoli-Lazzarino è sconfitto in finale. Stesso risultato agli Internazionali d'Italia, dove raggiunge la finale per la quinta volta. Successivamente, Silvana Lazzarino dirada l'attività agonistica, che lascia definitivamente a trentasette anni, nel 1970, dopo un'altra sfortunata finale nel doppio al Torneo di Montecarlo.

## Caratteristiche tecniche
In una intervista alla Gazzetta dello Sport, Lazzarino si definisce "una scugnizza" in un tennis dove ancora prevalevano le doti naturali e il puro talento; mentre l'intervistatore la ha definita "tutto pepe e dal gioco aggressivo". Nel doppio, le sue doti atletiche a la velocità negli spostamenti erano assolutamente complementari alla capacità di giocare sotto rete di Lea Pericoli.

## Vita privata
Negli anni cinquanta, ha avuto un chiacchieratissimo flirt con il calciatore svedese Hasse Jeppson, che era stato acquistato dal Napoli per la cifra record di 105 milioni di lire.

## Curiosità
- Per la sua struttura minuta e la velocità negli spostamenti Silvana Lazzarino, nei paesi anglosassoni, fu soprannominata Minnie, dal nome del personaggio dei fumetti di Walt Disney[16].
- Silvana Lazzarino aveva il terrore degli spostamenti in aereo; per questo effettuava tutte le trasferte in treno e, spesso, in vagone letto[16].
- Anche Silvana Lazzarino, come la sua compagna di doppio Lea Pericoli, fu una delle modelle dello stilista inglese Ted Tinling; questi, al primo turno del Roland Garros del 1961 le fece indossare uno dei primi vestiti di carta[17]. Un altro completo disegnato da Tinling lo indossò a Wimbledon del 1963, giocando in doppio con la Pericoli[18].

## Statistiche[19]

### Singolare

#### Vittorie (23)
| No. | Anno | Torneo                                                       | Superficie     | Avversario in finale | Punteggio            |
| 1.  | 1952 | Torneo Internazionale di Firenze, Firenze                    | Terra rossa    | Manuela Bologna      | 6-4, 6-2             |
| 2.  | 1953 | Sanremo Tennis Cup, Sanremo                                  | Terra rossa    | Joan Curry           | 6-3, 6-2             |
| 3.  | 1953 | Torneo di Rapallo, Rapallo                                   | Terra rossa    | Fenny ten Bosch      | Titolo condiviso     |
| 4.  | 1953 | Internazionali di Germania al coperto, Colonia               | Cemento indoor | Totta Zehden         | Terra rossa          |
| 5.  | 1953 | Torneo di Viareggio, Viareggio                               | Terra rossa    | Joy Gannon Mottram   | 6-3, 6-4             |
| 6.  | 1953 | Torneo internazionale di Istanbul, Istanbul                  | Terra rossa    | Elizabeth Broz       | 2-6, 6-3, 6-4        |
| 7.  | 1954 | Sanremo Tennis Cup, Sanremo (2)                              | Terra rossa    | Totta Zehden         | 6-4, 6-1             |
| 8.  | 1954 | Torneo di Monte Carlo, Monte Carlo                           | Terra rossa    | Jacqueline Kermina   | 3-6, 6-2, 6-4        |
| 9.  | 1954 | Torneo Internazionale di Stoccarda, Stoccarda                | Terra rossa    | Elena Lehmann        | 6-2, 6-2             |
| 10. | 1954 | Torneo Internazionale di Berlino, Berlino                    | Terra rossa    | Elena Lehmann        | 6-1, 6-4             |
| 11. | 1954 | Torneo di São Paulo, San Paolo del Brasile                   | Terra rossa    | Maria Bueno          | 7-5, 6-1             |
| 12. | 1954 | Campionato Sudamericano, Buenos Aires                        | Terra rossa    | Edda Buding          | 8-6, 6-2             |
| 13. | 1955 | Internazionali di Alessandria d'Egitto, Alessandria d'Egitto | Terra rossa    | Angela Mortimer      | Walkover             |
| 14. | 1955 | Torneo Internazionale di Bochum, Bochum                      | Terra rossa    | Elaine Watson        | 6-1, 6-1             |
| 15. | 1955 | Torneo Internazionale di Hannover, Hannover                  | Terra rossa    | Inge Pohmann         | 6-4, 6-4             |
| 16. | 1955 | Campionati Internazionali di Sicilia, Messina                | Terra rossa    | Lea Pericoli         | 6-2, 6-4             |
| 17. | 1956 | Torneo Internazionale di Knokke-Le-Zoute, Knokke-Heist       | Terra rossa    | Christiane Mercelis  | 6-4, 6-3             |
| 18. | 1957 | Torneo Internazionale di Venezia, Venezia                    | Terra rossa    | Annalisa Bellani     | 4-6, 6-2, 5-4 (rit.) |
| 19. | 1959 | Torneo Godó, Barcellona                                      | Terra rossa    | Karol Fageros        | 4-6, 6-4, 6-4        |
| 20. | 1961 | Internazionali del Marocco, Casablanca                       | Terra rossa    | Helga Schultze       | 6-2, 6-2             |
| 21. | 1962 | Internazionali di Norvegia, Oslo                             | Terra rossa    | Roberta Beltrame     | 6-4, 3-6 6-3         |
| 22. | 1962 | Internazionali di Saltsjöbaden, Saltsjöbaden                 | Terra rossa    | Gudrun Rosin         | 6-2, 6-3             |
| 23. | 1963 | Sanremo Tennis Cup, Sanremo (3)                              | Terra rossa    | Almut Sturm          | 6-2, 6-1             |

#### Finali perse (10)
| No. | Anno | Torneo                                                    | Superficie     | Avversario in finale | Punteggio      |
| 1.  | 1952 | Torneo Internazionale di Mentone, Mentone                 | Terra rossa    | Joan Curry           | 6-1, 6-0       |
| 2.  | 1952 | Torneo Internazionale di Viareggio, Viareggio             | Terra rossa    | Joan Curry           | 6-0, 6-2       |
| 3.  | 1955 | Internazionali d'Egitto, Il Cairo                         | Terra rossa    | Angela Mortimer      | 6-0, 6-0       |
| 4.  | 1956 | Internazionali di Germania, Amburgo                       | Terra rossa    | Thelma Coyne Long    | 7-5, 6-2       |
| 5.  | 1956 | Torneo di Ortisei, Ortisei                                | Terra rossa    | Thelma Coyne Long    | 6-0, 6-2       |
| 6.  | 1957 | Internazionali di Cecoslovacchia, Praga                   | Terra rossa    | Věra Puzejová        | 6-1, 6-3       |
| 7.  | 1960 | Torneo Internazionale di Reggio Calabria, Reggio Calabria | Terra rossa    | Yola Ramírez         | 6-2, 6-1       |
| 8.  | 1960 | Internazionali di Svezia, Båstad                          | Terra rossa    | Lea Pericoli         | 6-3, 6-4       |
| 9.  | 1961 | Torneo Internazionale di Mosca, Mosca                     | Cemento indoor | Irena Ryazanova      | 6-8, 6-2, 6-0  |
| 10. | 1962 | Internazionali del Marocco, Casablanca                    | Terra rossa    | Lea Pericoli         | 10-8, 3-6, 6-1 |

### Doppio

#### Vittorie (9)
| No. | Anno | Torneo                                     | Superficie  | Compagna          | Avversari in finale                        | Punteggio     |
| 1.  | 1954 | Campionato Sudamericano, Buenos Aires      | Terra rossa | D. de Cristiani   | Edda Buding Ilse Buding                    | 6-3, 3-6, 6-1 |
| 2.  | 1960 | Internazionali di Svezia, Båstad           | Terra rossa | Lea Pericoli      | Maria Ayala Kiaja Horsma                   | 6-3, 6-4      |
| 3.  | 1961 | Internazionali del Marocco, Casablanca     | Terra rossa | Elizabeth Starkie | Paule Courteix Jacqueline Morales          | 8-6, 6-2      |
| 4.  | 1962 | Internazionali di Norvegia, Oslo           | Terra rossa | Roberta Beltrame  | Laila Nielsen Gudrun Rosin                 | 4-6, 6-2, 6-4 |
| 5.  | 1962 | Internazionali del Marocco, Casablanca (2) | Terra rossa | Lea Pericoli      | Deirdre Catt Věra Suková                   | 10-8, 6-3     |
| 6.  | 1964 | Torneo di Monte Carlo, Monte Carlo         | Terra rossa | Lea Pericoli      | Heide Schildknecht Helga Schultze          | 4-6, 6-2, 6-0 |
| 7.  | 1965 | Torneo di Monte Carlo, Monte Carlo (2)     | Terra rossa | Lea Pericoli      | Gail Sherriff Chanfreau Judy Tegart Dalton | 6-2, 6-4      |
| 8.  | 1965 | Torneo Internazionale di Lugano, Lugano    | Terra rossa | Lea Pericoli      | Françoise Dürr Jeanine Lieffrig            | 6-1, 6-1      |
| 9.  | 1966 | Torneo di Monte Carlo, Monte Carlo (3)     | Terra rossa | Lea Pericoli      | Lucia Bassi Maria Teresa Riedl             | 7-5, 6-3      |

#### Finali perse (13)
| No. | Anno | Torneo                                                       | Superficie  | Compagno                | Avversari in finale                   | Punteggio       |
| 1.  | 1952 | Campionati Internazionali di Sicilia, Palermo                | Terra rossa | Josefa De Riba          | Joan Curry Rita Anderson Jarvis       | 6-4, 6-3        |
| 2.  | 1953 | Torneo di Rapallo, Rapallo                                   | Terra rossa | Maria Laura(?) Veronesi | Lea Pericoli Lucia Bassi              | 5-7, 6-2, 7-5   |
| 3.  | 1953 | Torneo di Monte Carlo, Monte Carlo                           | Terra rossa | Shirley Bloomer         | Joan Curry Patricia Ward              | 6-1, 6-2        |
| 4.  | 1954 | Torneo di São Paulo, San Paolo del Brasile                   | Terra rossa | Maria Bueno             | Maria-Helena de Amorin Alicia Wright  | 4-6 6-4 6-3     |
| 5.  | 1955 | Internazionali di Alessandria d'Egitto, Alessandria d'Egitto | Terra rossa | Moon Eman               | Angela Mortimer Andrée Eid            | 5-7, 6-1, 6-2   |
| 6.  | 1958 | Campionati Internazionali di Sicilia, Palermo (2)            | Terra rossa | Nicla Migliori          | Renee Schuurman Sandra Reynolds Price | 6-3, 5-7, 7-5   |
| 7.  | 1962 | Internazionali d'Italia, Roma                                | Terra rossa | Lea Pericoli            | Maria Bueno Darlene Hard              | 6-4, 6-4        |
| 8.  | 1962 | Internazionali di Saltsjöbaden, Saltsjöbaden                 | Terra rossa | Ulla Rise               | Roberta Beltrame Gudrun Rosin         | 6-2, 6-3        |
| 9.  | 1963 | Internazionali d'Italia, Roma (2)                            | Terra rossa | Lea Pericoli            | Robyn Ebbern Margaret Smith Court     | 6-2, 6-3        |
| 10. | 1964 | Internazionali d'Italia, Roma (3)                            | Terra rossa | Lea Pericoli            | Margaret Smith Court Lesley Turner    | 6-1, 6-2        |
| 11. | 1965 | Internazionali d'Italia, Roma (4)                            | Terra rossa | Lea Pericoli            | Madonna Schacht Annette Van Zyl       | 2-6, 6-2, 12-10 |
| 12. | 1967 | Internazionali d'Italia, Roma (5)                            | Terra rossa | Lea Pericoli            | Lesley Turner Rosie Casals            | 7-5, 7-5        |
| 13. | 1970 | Torneo di Monte Carlo, Monte Carlo (2)                       | Terra rossa | Lea Pericoli            | Gail Sherriff Chanfreau Lexie Crooke  | 6-4, 6-3        |

### Doppio misto

#### Vittorie (2)
| No. | Anno | Torneo                                  | Superficie  | Compagna       | Avversari in finale                  | Punteggio |
| 1.  | 1955 | Beirut Tennis Festival, Beirut          | Terra rossa | Bob Howe       | Vera Mattar Ellie Attieh             | 6-3, 6-4  |
| 2.  | 1956 | Internazionali del Belgio, Knokke-Heist | Terra rossa | Gerald Hockley | Christiane Mercelis Jacques Brichant | 6-1, 6-3  |

#### Finali perse (6)
| No. | Anno | Torneo                                                       | Superficie  | Compagno           | Avversari in finale           | Punteggio     |
| 1.  | 1954 | Torneo Internazionale di Berlino, Berlino                    | Terra rossa | Robert Bedard      | Elena Lehmann Leon Norgarb    | 6-4, 0-6, 6-4 |
| 2.  | 1954 | Torneo Internazionale di Milano, Milano                      | Terra rossa | Giorgio Fachini    | Nicla Migliori Orlando Sirola | 6-4, 4-6, 6-2 |
| 3.  | 1954 | Torneo Internazionale di Rio de Janeiro, Rio de Janeiro      | Terra rossa | Fausto Gardini     | C. Carvalho Tony Mottram      | 6-3, 6-1      |
| 4.  | 1954 | Campionato Sudamericano, Buenos Aires                        | Terra rossa | Nicola Pietrangeli | Edda Buding Hugh Stewart      | 6-2, 6-3      |
| 5.  | 1955 | Internazionali d’Egitto, Il Cairo                            | Terra rossa | Fausto Gardini     | Angela Mortimer Hugh Stewart  | 6-2, 6-3      |
| 6.  | 1955 | Internazionali di Alessandria d'Egitto, Alessandria d'Egitto | Terra rossa | Fausto Gardini     | Angela Mortimer Hugh Stewart  | 6-3, 6-0      |